# Villa Gesell Airport
Villa Gesell Airport är en flygplats i Argentina.   Den ligger i provinsen Buenos Aires, i den sydöstra delen av landet, 300 km söder om huvudstaden Buenos Aires. Villa Gesell Airport ligger 9 meter över havet.
Terrängen runt Villa Gesell Airport är mycket platt. Närmaste större samhälle är Villa Gesell, 5,9 km sydost om Villa Gesell Airport. 
Runt Villa Gesell Airport är det i huvudsak tätbebyggt.